# Gia Định tam hùng
Gia Định tam hùng (chữ Hán: 嘉定三雄) là danh hiệu người đời phong tặng cho ba vị danh tướng của Nguyễn Ánh gồm: Đỗ Thanh Nhơn, Châu Văn Tiếp và Võ Tánh.

## Đỗ Thanh Nhơn
Đỗ Thanh Nhơn là người huyện Hương Trà, phủ Thừa Thiên. Ông theo chúa Nguyễn chống Tây Sơn ngay từ những ngày đầu của cuộc chiến và lập được nhiều công lớn. Ông là người lập Nguyễn Ánh lên ngôi chúa và đóng vai trò quan trọng trong lần trở lại Gia Định lần thứ nhất của Nguyễn Ánh. Nhưng về sau ông lại bị chính Nguyễn Ánh giết hại năm 1780.

## Châu Văn Tiếp
Châu Văn Tiếp nguyên quán Phù Mỹ, Quy Nhơn. Trước theo Tây Sơn nhưng về sau lại về phe chúa Nguyễn. Là người có công đầu giúp Nguyễn Ánh lấy Gia Định lần hai và đóng vai trò rất quan trọng trong thỏa ước cầu viện Xiêm của Nguyễn Ánh. Ông tử trận năm 1784 khi đối trận với tướng Tây Sơn là Trương Văn Đa trong trận Mân Thít.

## Võ Tánh
Võ Tánh sinh tại huyện Phước An, tỉnh Biên Hòa. Ông là người chống Tây Sơn ngay từ những ngày đầu. Về sau ông theo Nguyễn Ánh và lập được nhiều công lớn. Ông đóng vai trò quan trọng trong cuộc tử thủ thành Quy Nhơn, giúp cầm chân hai tướng nhà Tây Sơn là Trần Quang Diệu và Võ Văn Dũng để Nguyễn Ánh mang đại quân ra bắc chiếm Phú Xuân năm 1802.

### Dị Bản: Nguyễn Huỳnh Đức
Một số dị bản cho rằng Nguyễn Huỳnh Đức là nhân vật thứ 3 trong Gia Định Tam Hùng, ở vị trí của Châu Văn Tiếp.